# 中子衍射技术

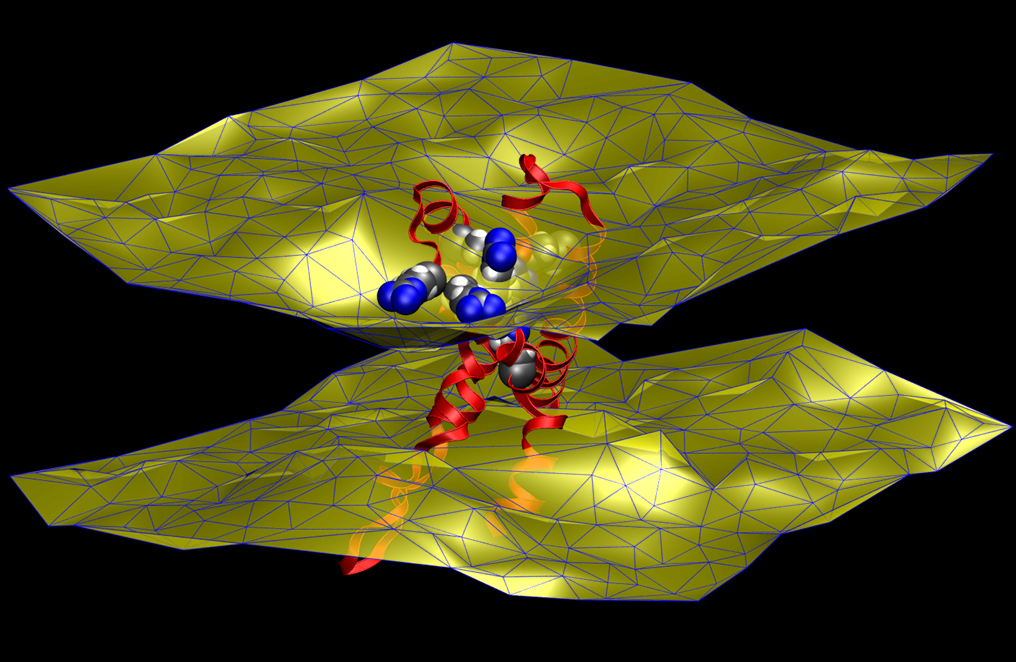
An imaging technique known as neutron diffraction, used along with molecular simulations, revealed that an ion channels voltage sensing domain (red, yellow and blue molecule at center) perturbs the two-layered cell membrane that surrounds it (yellow surfaces), causing the membrane to thin slightly.

中子衍射技术或者‘弹性的中子散射’是研究晶体学的方法（neutron diffraction;  elastic neutron scattering）,是用来确定某个材料的原子结构或磁性结构。这也是弹性散射的一种，离开中子具有入射中子相同或略低的能量。这个技术与X射线衍射类似，其主要差别在于它们不同衍射性质，这两种技术可以互为补充。中子和X射线提供互为补充的信息：X射线适合于表面分析，同步辐射产生的强X射线适合于浅的深度或薄的样品，而穿透深度高的中子适合于块状样品。

## 參閱
- 衍射
- OPAL（Open Pool Australian Lightwater reactor）
- X光散射技術
- 电子衍射

## 外部連結
- Institute of Physics Neutron Scattering Group （页面存档备份，存于） (accessed May 2007)
- German Committee Research with Neutrons
- Engineering instrument at ISIS